# La Aldea, Chiapas
La Aldea är en ort i Mexiko.   Den ligger i kommunen Yajalón och delstaten Chiapas, i den sydöstra delen av landet, 800 km öster om huvudstaden Mexico City. La Aldea ligger 1 239 meter över havet och antalet invånare är 137.
Terrängen runt La Aldea är varierad, och sluttar norrut. Runt La Aldea är det ganska tätbefolkat, med 56 invånare per kvadratkilometer. Närmaste större samhälle är Yajalón, 5,4 km sydväst om La Aldea. I omgivningarna runt La Aldea växer i huvudsak städsegrön lövskog.